# Lucy Montgomery
Lucy Montgomery (Epsom, 24 de enero de 1975) es una actriz, comediante y escritora británica. Se ha desempeñado principalmente como actriz de voz, y logró reconocimiento en los últimos años por aportar la voz de Bunty en la serie de animación para adultos creada por Matt Groening, (Des)encanto.

## Filmografía

### Televisión
| Año           | Serie                                                                        | Rol                       | Notas        |
| ------------- | ---------------------------------------------------------------------------- | ------------------------- | ------------ |
| 2000          | A Town Called Panic                                                          | Jeanine                   | Voz          |
| 2004          | AD/BC: A Rock Opera                                                          |                           | TV           |
| 2005          | Badly Dubbed Porn                                                            | Varios                    | Voz          |
| 2005          | The Robinsons                                                                | Amanda                    | 1 episodio   |
| 2005          | Planet Sketch                                                                |                           | Voz          |
| 2005          | The Mighty Boosh                                                             |                           | 1 episodio   |
| 2005          | Tittybangbang                                                                | Varios                    |              |
| 2006          | Phobias                                                                      |                           |              |
| 2007          | Strutter                                                                     | Elkie Zpittvar            | 4 episodios  |
| 2007          | The Armstrong and Miller Show                                                | Varios                    | 13 episodios |
| 2008          | 10 Days to War                                                               | Natalie Fay               | 1 episodio   |
| 2008          | Headcases                                                                    | Varios                    |              |
| 2008          | The IT Crowd                                                                 | April                     | 1 episodio   |
| 2008          | The Wall                                                                     | Varios                    |              |
| 2010          | Bellamy's People of the United Kingdom of Great Britain and Northern Ireland | Varios                    | 8 episodios  |
| 2010          | Mongrels                                                                     | Destiny                   |              |
| 2010          | The Stephen K. Amos Show                                                     | Candi Carmel              | 1 episodio   |
| 2011          | Absolutely Fabulous                                                          | Baron                     | 1 episodio   |
| 2014          | The Life of Rock with Brian Pern                                             | Pepita                    |              |
| 2014          | The Fast Show                                                                | Various                   | 2 episodios  |
| 2014          | Crackanory                                                                   | Various                   | 2 episodios  |
| 2015–presente | Bob the Builder                                                              | Mayor Madison Jenny Dobbs | Voz          |
| 2016–2017     | Tracey Ullman's Show                                                         | Varios                    |              |
| 2016–presente | Digby Dragon                                                                 | Grizel y Archie           | Voz          |
| 2017–presente | Thomas & Friends                                                             | Varios                    | Voz          |
| 2017          | You're the Worst                                                             | Katherine                 | 2 episodios  |
| 2018          | Tracey Breaks the News                                                       |                           |              |
| 2018-presente | (Des)encanto                                                                 | Bunty                     | Voz          |